# Josep Oms Pallise
Josep Oms Pallise (Vallfogona de Balaguer, 20 de julio de 1973) es un Gran Maestro Internacional de ajedrez español.
Actualmente es el número 11 de España, en la lista de enero de 2008 de la FIDE, con un ELO de 2520.
En marzo de 2014 inauguró la primera academia de ajedrez de la provincia de Lérida.

## Campeonato de España juvenil
En 1993, Oms ganó el título del Campeonato de España juvenil de ajedrez. Así mismo ganó el VII Campeonato de España individual abierto, en Mondariz en el año 2007. También resultó vencedor en múltiples Campeonatos de Lérida, campeonatos provinciales a 25 minutos y diversos abiertos de ajedrez.

## Campeonato de Andorra de ajedrez
Oms venció el Campeonato de Andorra de ajedrez en 4 ocasiones, del 2003 al 2006, ambas incluidas.